# Astrid Kumbernuss
Astrid Kumbernuss (n. 5 februarie 1970, Grevesmühlen, Republica Democrată Germană, Germania) este o atletă ce a reprezentat Germania, medaliată olimpică. A participat la 3 ediții ale Jocurilor Olimpice (1996, 2000, 2004) în care a câștigat o medalie de aur și o medalie de bronz în proba de aruncarea greutății. A devenit, de asemenea, campioană mondială în anii 1995, 1997 și 1999.

## Palmares
| An   | Competiție                      | Locație                    | Loc | Eveniment | Note    |
| ---- | ------------------------------- | -------------------------- | --- | --------- | ------- |
| 1987 | Campionatul European de Juniori | Birmingham, Marea Britanie | 2   | disc      | 63,56 m |
| 1988 | Campionatul Mondial de Juniori  | Sudbury, Canada            | 2   | disc      | 64,08 m |
| 1989 | Campionatul European de Juniori | Varaždin, Iugoslavia       | 1   | disc      | 63,70 m |
| 1989 | Campionatul European de Juniori | Varaždin, Iugoslavia       | 1   | greutate  | 19,53 m |
| 1990 | Campionatul European în sală    | Glasgow, Marea Britanie    | 4   | greutate  | 19,50 m |
| 1990 | Campionatul European            | Split, Iugoslavia          | 1   | greutate  | 20,38 m |
| 1991 | Cupa Europei                    | Frankfurt, Germania        | 2   | greutate  | 19,11 m |
| 1992 | Campionatul European în sală    | Genova, Italia             | 3   | greutate  | 19,37 m |
| 1993 | Campionatul Mondial             | Stuttgart, Germania        | 6   | greutate  | 19,42 m |
| 1994 | Campionatul European în sală    | Paris, Franța              | 1   | greutate  | 19,44 m |
| 1994 | Campionatul European            | Helsinki, Finlanda         | 2   | greutate  | 19,49 m |
| 1994 | Cupa Mondială                   | Londra, Marea Britanie     | 3   | greutate  | 18,89 m |
| 1995 | Campionatul Mondial             | Göteborg, Suedia           | 1   | greutate  | 21,22 m |
| 1996 | Campionatul European în sală    | Stockholm, Suedia          | 1   | greutate  | 19,79 m |
| 1996 | Cupa Europei                    | Madrid, Spania             | 1   | greutate  | 20,05 m |
| 1996 | Jocurile Olimpice               | Atlanta, Statele Unite     | 1   | greutate  | 20,56 m |
| 1997 | Campionatul Mondial în sală     | Paris, Franța              | 2   | greutate  | 19,92 m |
| 1997 | Cupa Europei                    | München, Germania          | 1   | greutate  | 20,64 m |
| 1997 | Campionatul Mondial             | Atena, Grecia              | 1   | greutate  | 20,71 m |
| 1999 | Campionatul Mondial             | Sevilla, Spania            | 1   | greutate  | 19,85 m |
| 2000 | Campionatul European în sală    | Gent, Belgien              | 3   | greutate  | 19,12 m |
| 2000 | Cupa Europei                    | Gateshead, Marea Britanie  | 1   | greutate  | 18,94 m |
| 2000 | Jocurile Olimpice               | Sydney, Australia          | 3   | greutate  | 19,62 m |
| 2001 | Campionatul Mondial             | Edmonton, Canada           | 6   | greutate  | 19,25 m |
| 2001 | Jocurile Goodwill               | Brisbane, Australia        | 4   | greutate  | 18,09 m |
| 2002 | Campionatul European            | München, Germania          | 4   | greutate  | 19,22 m |
| 2002 | Cupa Mondială                   | Madrid, Spania             | 3   | greutate  | 19,11 m |
| 2003 | Campionatul Mondial în sală     | Birmingham, Marea Britanie | 3   | greutate  | 19,86 m |
| 2003 | Cupa Europei                    | Florența, Italia           | 1   | greutate  | 19,46 m |
| 2003 | Campionatul Mondial             | Paris, Franța              | 15  | greutate  | 17,83 m |
| 2004 | Jocurile Olimpice               | Atena, Grecia              | 14  | greutate  | 17,89 m |

## Legături externe
- Materiale media legate de Astrid Kumbernuss la Wikimedia Commons
- en Astrid Kumbernuss la World Athletics
- en Astrid Kumbernuss la Olympedia.org